# Cystidiodontia
Cystidiodontia là một chi nấm thuộc họ Cystostereaceae.